# Port lotniczy Ajaccio-Napoléon Bonaparte
Port lotniczy Ajaccio-Napoléon Bonaparte (IATA: AJA, ICAO: LFKJ) – port lotniczy położony 5 km na wschód od Ajaccio, w departamencie Korsyka Południowa, na Korsyce, we Francji. Dawniej funkcjonowało pod nazwą Ajaccio-Campo dell’Oro. Obecna nazwa pochodzi od Napoleona Bonaparte, urodzonego w Ajaccio.

## Statystyki
Zobacz zapytanie i odniesienia źródłowe Wikidata o wartości.

## Linie lotnicze i połączenia
| Linia lotnicza        | Kierunek |
| --------------------- | --- |
| Air Corsica           | 1. Lyon 2. Marsylia 3. Nicea 4. Paryż-Orly 5. Tuluza Sezonowo: 1. Bruksela-Charleroi 2. Clermont-Ferrand 3. Rzym-Fiumicino 4. Tulon 5. Wenecja 6. Zurych |
| Air France            | 1. Paryż-Orly Sezonowo: 1. Brive 2. Caen 3. Castres 4. Lyon 5. Nantes 6. Paryż-Charles de Gaulle 7. Poitiers                                             |
| Amelia International  | Sezonowo: 1. Brive |
| EasyJet               | Sezonowo: 1. / Bazylea/Miluza/Fryburg 2. Bordeaux 3. Genewa 4. Lyon 5. Nantes 6. Paryż-Charles de Gaulle                                                 |
| Luxair                | Sezonowo: 1. Luksemburg |
| Norwegian Air Shuttle | Sezonowo: 1. Oslo-Gardermoen |
| Transavia             | Sezonowo: 1. Amsterdam 2. Brest-Bretagne |
| Volotea               | Sezonowo: 1. Bordeaux 2. Brest-Bretagne 3. Caen-Carpiquet 4. Lille 5. Lyon 6. Montpellier 7. Nantes 8. Strasburg 9. Tuluza                               |